# Danganronpa V3: Killing Harmony
Danganronpa V3: Killing Harmony (japonès: NEWダンガンロンパV3 みんなのコロシアイ新学期, New Dangan Ronpa V3: Minna no Koroshiai Shin Gakki, literalment: Nou Danganronpa V3 El nou semestre d'assassinats mutus) és un videojoc de novel·la visual creat per Spike Chunsoft per a PlayStation 4 i PlayStation Vita. És el tercer títol dels videojocs principals de Danganronpa. El joc va estrenar-se al Japó el 12 de gener de 2017 i a Amèrica del Nord i Europa, el setembre de 2017.

## Mode de Joc
Danganronpa V3 segueix el mateix estil de joc que els seus predecessors, dividnt-se en tres segments anomenats School Life, Deadly Life i Class Trial. Durant la School Life (vida escolar), el jugador té l'oportunitat d'interaccionar amb els diferents personatges durant el Free Time a la vegada que progressa la història. Quan té lloc un assassinat, es passa al segment de Deadly Life (vida mortal), on el jugador investigarà l'escena del crim i recollirà proves que podrà utilitzar durant el tercer i últim segment, el Class Trial (judici escolar), on haurà de descobrir qui és l'assassí.
Com ja va passar en les anteriors entregues, el Class Trial gira al voltant del mini-joc Non-Stop Debate, en el qual els diferents personatges discutiran sobre el cas. La tasca del jugador és assenyalar els arguments equívocs o encertats amb les Truth Bullets, que representen les proves trobades durant la investigació prèvia. També hi ha mini-jocs com, per exemple, Rebuttal Showdown (que ja va aparèixer a Danganronpa 2: Goodbye Despair) on el jugador haurà de rebatre els arguments d'un altre personatge que li està portant la contrària tallant-los amb una "espasa" que representa una prova determinant.
Danganronpa V3 afegeix també nous elements als Class Trial. Els Mass Panic Debates presenten diversos personatges parlant alhora, cosa que fa més difícil determinar qui diu coses equivocades. Els Debate Scrum divideixen als supervivents en dos grups amb opinions enfrontades sobre una qüestió, i el jugador ha de rebatre els arguments de l'equip contrari amb arguments del seu propi equip. Un altre mini-joc és Epiphany Anagram 3.0, on caldrà buscar lletres amb un llum per tal de formar una paraula, inspirant-se en el Hangman's Gambit de les entregues anteriors. Excavation Imagination és un joc de puzle on cal eliminar uns blocs per descobrir una imatge. Brain Drive posa al jugador en un cotxe per a recollir unes cartes que formen una pregunta que hauran de respondre. Argument Armament enfronta al jugador amb un altre personatge en un duel definitiu en què haurà de rebatre arguments en una mecànica semblant als rhythm games per després respondre una pregunta final per determinar la veritat rere el cas. Els Class Trial acaben amb la mecànica de Closing Argument, on el jugador haurà de posar diferents peces de puzle en una tira còmica que il·lustra l'assassinat investigat. Al completar-lo, es resumeix tot el cas i com va dur a terme el crim el culpable. El Class Trial acaba amb una votació per a identificar al culpable, que és executat posteriorment.

## Desenvolupament
Al març de 2015, l'escriptor Kazutaka Kodaka va parlar de Danganronpa 3 i la possibilitat de fer una història de ciència-ficció ambientada en el futur durant una entrevista. «Si hagués de fer una mica de ciència-ficció, les regles de la naturalesa podrien canviar. Al dia d'avui no es pot anar a través de les parets i les lleis de la naturalesa, però, tal vegada amb una possible creació aquestes lleis es puguin doblegar o ser alterades. Llavors es podrien desenvolupar assassinats i trucs sobre la base del que la tecnologia podria ser capaç en el futur.»
Esmentà que el seu pla actual era alguna inspirada en Retorn al futur 3, «vaig dir de Retorn al futur només perquè m'agrada el cinema, però suposo que pensant més en això... Te'n recordes de Retorn al Futur 3? a pesar que van a l'Oest la història acaba sent una història sobre el futur. M'agrada la idea de ser capaç de jugar amb línies de temps.» Aquestes declaracions van fer que alguns fanàtics de la saga teoritzessin que el nou joc inclouria viatges en el temps.
El joc es va presentar per primera vegada després del final del primer tràiler de Danganronpa Another Episode: Ultra Despair Girls, i es va complementar amb un resum i una completa revelació del joc durant la conferència de premsa de Sony Computer Entertainment Japon Asia el 15 de setembre de 2015.
Durant novembre d'aquell mateix any, Weekly Famitsu revelà nova informació: El títol portava New perquè el joc es desviaria dels personatges i el món de les dues primeres entregues i per a diferenciar-lo de l'anime Danganronpa 3, que es va estrenar durant aquella època. Es mantenia la mascota de la sèrie, Monokuma i els sistemes de joc bàsics, però s'hi afegirien noves mascotes com els Monokubs, els suposats fills de Monokuma.
A principis de desembre del 2015, Spike Chunsoft va fer un esdeveniment on va anunciar més informació sobre el joc. Es va revelar que el joc tindria lloc a la Ultimate Academy for Gifted Juvenils (Acadèmia Definitiva per a Joves Dotats).

## Personatges
Kaede Akamatsu (赤松 楓, Akamatsu Kaede)
Seiyū: Sayaka Kanda
Akamatsu és una jove intrèpida i positiva, amb el títol «Estudiant Súper Pianista» (超高校級の「ピアニスト」, Chō kōkō-kyū no “Pianisuto”). Durant el pròleg del joc coneix a Shuichi Saihara i entaulen una amistat que perdurarà la resta del joc. Tot i que és molt positiva i té bones intencions pot arribar a tenir malentesos amb els seus altres companys o a prendre decisions dolentes.
Shuichi Saihara (最原 終一, Saihara Shūichi)
Seiyū: Megumi Hayashibara
Un jove detectiu de gran talent però molt insegur sobre les seves habilitats i de si mateix, al·legant que resol els seus casos per sort. Ell i Kaede Akamatsu es fan bons amics al principi del joc. Posseeix el títol «Estudiant Súper Detectiu» (超高校級の「探偵」, Chō kōkō-kyū no “Tantei”) títol que també posseïa Kyoko Kirigiri, personatge del primer joc de la saga Danganronpa: Trigger Happy Havoc.
K1-B0 (キーボ, Kībo)
Seiyū: Tetsuya Kakihara
K1-B0, anomenat com Kiibo o Keebo pels seus companys, és un robot humanoide tímid però amb bones intencions. Posseeix el títol «Estudiant Súper Robot» (超高校級の「ロボット」, Chō kōkō-kyū no “Robotto”). Kiibo fou creat pel professor Idabashi, líder en el camp de construcció de robots, i criat com el seu fill, raó per la qual es comporta de forma gairebé completament humana. Sol ajudar a resoldre els casos de formes alternatives i curioses per les seves habilitats robòtiques. Tot i que no té un gènere concret, la resta de companys es refereixen a ell amb pronoms masculins.
Kaito Momota (百田 解斗, Momota Kaito)
Seiyū: Ryōhei Kimura
Kaito Momota és un adolescent extravertit, social i amigable. Posseeix el títol «Estudiant Súper Astronauta» (超高校級の「宇宙飛行士」, Chō kōkō-kyū no “Uchū hikō-shi”). Tot i que arriba a ser agressiu en algunes ocasions és molt partidari del treball en equip i la cooperació entre els companys. Es fa dir «Luminary of the Stars» (Lluminària de les Estrelles) pels seus discursos dramàtics i emocionals que sol donar per animar la resta de companys i a vegades a si mateix. Ell, Shuichi Saihara i Maki Harukawa esdevenen molt bons amics durant el transcurs del joc, entrenant junts durant l'horari nocturn.
Maki Harukawa (春川 魔姫, Harukawa Maki)
Seiyū: Maaya Sakamoto
Harukawa és una noia d'actitud hostil i poc sociable, posseïdora del títol «Estudiant Súper Mainadera» (超高校級の「保育士」, Chō kōkō-kyū no “Hoiku-shi”). Va criar-se a un orfenat perquè els seus pares havien mort quan ella era molt petita, i va acabar prenent un rol de cuidadora de la resta de nens més petits de l'orfenat. Per molt que Maki Harukawa no mostri gaire interès durant les investigacions o en el Killing School Semester, esdevé com a una de les grans ajudes durant els judicis per la seva bona capacitat de deducció.
Tenko Chabashira (茶柱転子, Chabashira Tenko)
Seiyū: Sora Tokui
Tenko Chabashira és una noia hiperactiva amb el títol «Estudiant Súper Mestra d'Aikido» (超高校級の「合気道家」, Chō kōkō-kyū no “Aikidō-ka”). Desprèn un fort sentiment de rebuig i fins i tot repugnància cap als homes i es refereix a ells com Degenerate Males (Mascles Degenerats). Crearà una amistat amb Himiko Yumeno (de qui sembla estar enamorada), mostrant gelosia cap a Angie Yonaga que és també amiga de Yumeno. Encara que sempre està a la defensiva, Tenko és realment dolça, emocional i mostra estima cap a aquells que l'importen com Yumeno, a qui encoratja a ser tal com és i expressar-se sincerament.
Kokichi Ouma (王馬 小吉, Ōma Kokichi)
Seiyū: Hiro Shimono
Kokichi Ouma és un jove bromista i mentider que assegura tenir el títol «Estudiant Súper Líder Suprem» (超高校級の「総統」, Chō kōkō-kyū no “Sōtō”). Diu ser el líder d'una «malvada organització secreta que compta amb deu mil agents dispersos per tot el món», controlant nombroses màfies i països. Menteix amb gran freqüència i dona peu a situacions confuses en les quals és complicat saber si diu la veritat o no. És per això que es poden confirmar molt poques dades sobre ell mateix, el seu passat o les seves veritables intencions, cosa que provoca maldecaps i confusió als seus companys, alguns dels quals acaba enredant en els seus plans. Dificulta el transcurs dels judicis i duu a terme accions qüestionables durant les investigacions.
Ryoma Hoshi (星 竜馬, Hoshi Ryōma)
Seiyū: Akio Ōtsuka
Hoshi és un tenista de gran habilitat, i per això té el títol «Estudiant Súper Tenista» (超高校級の「テニス選手」, Chō kōkō-kyū no “Tenisu senshu”). Malgrat la seva baixa estatura i rostre infantil és un dels personatges més madurs i freds per les desgràcies que ha viscut i que l'han portat a pensar que no té cap propòsit per a viure. Com a conseqüència d'uns conflictes amb la màfia, tota la seva família fou assassinada i en venjança ell va matar tota l'organització mafiosa amb una raqueta de tennis i una bola d'acer, guanyant-se el sobrenom de Tenista Assassí (殺人テニス, Satsujin tenisu). Se sap que a causa d'aquesta massacre va anar a la presó.
Tsumugi Shirogane (白銀 つむぎ, Tsumugi Shirogane)
Seiyū: Mikako Komatsu
Tsumugi Shirogane és una jove amigable i que li agrada molt gaudir dels seus passatemps preferits. Té el títol «Estudiant Súper Cosplayer» (超高校級の「コスプレイヤー」, Chō kōkō-kyū no “Kosupureiyā”). Tot i que a vegades pot ser bastant introvertida la seva personalitat canvia quan parla sobre el seu talent, demostrant la seva passió pel cosplay. Fa també moltes referències a animes i personatges ficticis, pels quals sent una gran admiració.
Rantaro Amami (天海 蘭太郎, Amami Rantarō)
Seiyū: Hikaru Midorikawa
Amami és un adolescent tranquil i pacient, a la vegada que misteriós i intel·ligent. És incapaç de recordar el seu talent i, per tant, rep temporalment el títol «Estudiant Súper ???» (超高校級の「???」, Chō kōkō-kyū no “???”). És un dels personatges menys excèntrics, però com que diu coses confuses i sembla saber coses que la resta no sap, és vist com a misteriós pels seus companys.
Miu Iruma (入間 美兎, Iruma Miu)
Seiyū: Haruka Ishida
Miu Iruma és una noia que parla amb un llenguatge vulgar i sovint es burla de la resta de companys. Tot i així, quan ella rep els insults o burles adopta una personalitat completament diferent, mostrant-se vulnerable i indefensa. És molt intel·ligent i té el títol «Estudiant Súper Inventora» (超高校級の「発明家」, Chō kōkō-kyū no “Hatsumei-ka”). S'autodescriu com una preciosa geni amb cervell d'or, per les seves grans invencions. S'encarrega de fer millores i manteniments a K1-B0.
Gonta Gokuhara (獄原 ゴン太, Gokuhara Gonta)
Seiyū: Shunsuke Takeuchi
Gonta Gokuhara és un noi robust i d'aparença amenaçadora però en realitat extremadament amable, innocent i cavallerós, cosa que el fa vulnerable i habitualment manipulat per part de Kokichi Oma. Té dificultats per parlar i habitualment es refereix a si mateix en tercera persona. De petit va ser criat en un bosc per llops després de perdre-s'hi. Té un gran coneixement respecte el món dels insectes, rebent així el títol «Estudiant Súper Entomòleg» (超高校級の「昆虫博士」, Chō kōkō-kyū no “Konchū hakase”).
Himiko Yumeno (夢野 秘密子, Yumeno Himiko)
Seiyū: Aimi Tanaka
Yumeno és una noia mandrosa i infantil però amb una especial habilitat per a realitzar trucs de màgia, rebent el títol «Estudiant Súper Maga» (超高校級の「マジシャン」, Chō kōkō-kyū no “Majishan”). Ella, però, insisteix que és una bruixa i en que la màgia que fa és real i no són trucs. Això fa que la resta de companys, a excepció de Tenko, dubtin d'ella. Himiko Yumeno acaba creant amistat amb Tenko Chabashira i amb Angie Yonaga. Si no té una distracció se sent decaiguda. Això la fa agafar la religió de l'Angie com a manera per a escapar de la realitat.
Korekiyo Shinguji (真宮寺 是清, Shingūji Korekiyo)
Seiyū: Kenichi Suzumura
Rep el sobrenom de «Kiyo» per part dels altres estudiants i té el títol «Estudiant Súper Antropòleg» (超高校級の「民俗学者」, Chō kōkō-kyū no “Minzoku gakusha”). És distant i extravagant segons els seus companys. Alaba la bellesa de la humanitat fins i tot en les seves parts més lletges. Li apassionen les cultures diferents i els seus rituals, i pot passar-se llargues estones xerrant sobre el tema.
Angie Yonaga (夜長 アンジー, Yonaga Anjī)
Seiyū: Minori Suzuki
Angie Yonaga és una adolescent alegre amb una gran fe i devoció pel seu déu, Atua, de qui diu rebre missatges. Sol justificar les seves accions dient que Atua li ha manat fer-ho, i fa proselitisme de les seves creences a la resta. Demana també amb freqüència sacrificis de sang. Yonaga té una gran habilitat en l'àmbit artístic, raó per la qual té el títol «Estudiant Súper Artista» (超高校級の「美術部」, Chō kōkō-kyū no “Bijutsu-bu”).
Kirumi Tojo (東条 斬美, Tojō Kirumi)
Seiyū: Kikuko Inoue
Kirumi Tojo és una noia educada, seriosa, amb una forta disciplina i una especial passió i talent per les tasques de la llar i de neteja, cosa que li dona el títol «Estudiant Súper Majordoma» (超高校級の「メイド」, Chō kōkō-kyū no “Meido”). Es guanya l'afecte dels seus companys ràpidament, preparant els menjars per a ells, netejant i ajudant-los en tot allò que necessiten. És també molt intel·ligent, i és de gran ajuda durant els judicis.